# والتر براون (ممثل)
والتر براون (بالإنجليزية: Walter Brown)‏ هو ممثل نيوزلندي، ولد في 9 فبراير 1927 في نيوزيلندا، وتوفي في 31 أكتوبر 2013 في أستراليا.

## وصلات خارجية
- والتر براون على موقع IMDb (الإنجليزية)
- والتر براون على موقع قاعدة بيانات الفيلم (الإنجليزية)